# As the Years Go Passing By
As the Years Go Passing By è un brano blues scritto negli anni cinquanta accreditato a Deadric Malone, pseudonimo usato spesso da Don Robey quando acquistatava diritti compositivi da altri autori. L'esperto di blues Jim O'Neal sostiene che sia stato scritto da Peppermint Harris per Fenton Robinson che lo registrò per primo nel 1959.
Le versioni più note sono quelle di Albert King pubblicata nel 1967 su Born Under a Bad Sign e quella di Eric Burdon & The Animals edita l'anno seguente nel loro ultimo album Love Is. 
Dalla versione di Albert King , Duane Allman prese spunto per creare la seconda parte del famoso riff di Layla di Eric Clapton.
Il brano è stato interpretato da moltissimi artisti tra cui:
- Gary Moore in Still Got the Blues
- George Thorogood in Bad to the Bone
- Boz Scaggs
- Booker T. & the M.G.'s
- Jeff Healey in Cover to Cover e in Live at Grossman's - 1994
- Carlos Santana nel live Santana Live at the Fillmore
- Mighty Joe Young
- Al Kooper in Naked Songs
- David Bromberg
- Sarasota Slim
- Elvin Bishop
- Maggie Bell
- Brent Johnson